# Грегори (Тексас)
Грегори (енгл. Gregory) град је у америчкој савезној држави Тексас. По попису становништва из 2010. у њему је живело 1.907 становника.

## Демографија
Према попису становништва из 2010. у граду је живело 1.907 становника, што је 411 (17,7%) становника мање него 2000. године.
| Група             | 2000.         | 2010.         |
| Белци             | 104 (4,5%)    | 146 (7,7%)    |
| Афроамериканци    | 14 (0,6%)     | 16 (0,8%)     |
| Азијати           | 2 (0,1%)      | 4 (0,2%)      |
| Хиспаноамериканци | 2.194 (94,7%) | 1.733 (90,9%) |
| Укупно            | 2.318         | 1.907         |